# Snowboard al XII Festival olimpico invernale della gioventù europea
Le gare di snowboard al XII Festival olimpico invernale della gioventù europea si sono svolte dal 26 al 28 gennaio 2015 sulla pista di Schruns, in Austria.
Il programma si è composto di tre gare di snowboard cross: individuale maschile, individuale femminile e squadre mista.

## Podi

### Ragazzi
| Evento                     | Oro           | Punti | Argento         | Punti | Bronzo        | Punti |
| Snowboard cross (dettagli) | Merlin Surget |       | Fabian Hartmann |       | Leon Beckhaus |       |

### Ragazze
| Evento                     | Oro              | Punti | Argento       | Punti | Bronzo        | Punti |
| Snowboard cross (dettagli) | Sarah Dienstbeck |       | Marie Marguet |       | Kristina Paul |       |

### Misti
| Evento                     | Oro                                 | Punti | Argento                              | Punti | Bronzo                                     | Punti |
| Snowboard cross (dettagli) | Francia I Manon Petit Merlin Surget |       | Austria II Pia Zerkhold Andreas Kroh |       | Svizzera I Sophie Hediger Pascal Bitschnau |       |

## Medagliere
| Pos.   | Paese    | Oro | Argento | Bronzo | Totale |
| ------ | -------- | --- | ------- | ------ | ------ |
| 1      | Francia  | 2   | 1       | 0      | 3      |
| 2      | Germania | 1   | 0       | 1      | 2      |
| 3      | Austria  | 0   | 2       | 0      | 2      |
| 4      | Russia   | 0   | 0       | 1      | 1      |
| 4      | Svizzera | 0   | 0       | 1      | 1      |
| Totale | Totale   | 3   | 3       | 3      | 9      |